# 阿格拉斯特豪森
阿格拉斯特豪森是德国巴登-符腾堡州的一个市镇。总面积22.85平方公里，总人口4893人，其中男性2393人，女性2500人（2011年12月31日），人口密度214人/平方公里。